# Championnat d'Inde de football 2000-2001
Navigation
Saison suivante Saison suivante
La saison 2000-2001 du Championnat d'Inde de football est la cinquième édition du championnat national de première division indienne. Les douze meilleurs clubs du pays prennent part au championnat organisé par la fédération. Les équipes sont regroupées au sein d'une poule unique, où elles rencontrent leurs adversaires deux fois, à domicile et à l'extérieur. À l'issue du championnat, les deux derniers du classement sont relégués et remplacés par les deux meilleurs clubs de deuxième division.
C'est le club de Kingfisher East Bengal qui remporte la compétition après avoir terminé en tête du classement final, avec un seul point d'avance sur le tenant du titre, Mohun Bagan et dix sur Churchill Brothers SC. C'est le tout premier titre de champion d'Inde de l'histoire du club.

## Les clubs participants
| - JCT Mills - Kingfisher East Bengal - Salgaocar SC - Vasco Sports Club - Promu de D2 - FC Kochin - Indian Telephone Industries SC | - Air India Club - Promu de D2 - State Bank of Travancore - Churchill Brothers SC - Mahindra United - Mohun Bagan - Tollygunge Agragami |

## Compétition
Le classement est établi sur le barème de points classique (victoire à 3 points, match nul à 1, défaite à 0).

### Classement
| Rang | Équipe                         | Pts | J  | G  | N  | P  | Bp | Bc | Diff |
| ---- | ------------------------------ | --- | -- | -- | -- | -- | -- | -- | ---- |
| 1    | Kingfisher East Bengal         | 46  | 22 | 13 | 7  | 2  | 30 | 9  | +21  |
| 2    | Mohun Bagan T                  | 45  | 22 | 13 | 6  | 3  | 40 | 19 | +21  |
| 3    | Churchill Brothers SC          | 36  | 22 | 10 | 6  | 6  | 32 | 25 | +7   |
| 4    | FC Kochin                      | 34  | 22 | 9  | 7  | 6  | 28 | 31 | -3   |
| 5    | Vasco Sports Club P            | 27  | 22 | 5  | 12 | 5  | 13 | 17 | -4   |
| 6    | Salgaocar SC                   | 26  | 22 | 8  | 2  | 12 | 23 | 26 | -3   |
| 7    | Mahindra United                | 25  | 22 | 6  | 7  | 9  | 21 | 25 | -4   |
| 8    | Tollygunge Agragami            | 24  | 22 | 4  | 12 | 6  | 14 | 18 | -4   |
| 9    | JCT Mills                      | 23  | 22 | 4  | 11 | 7  | 17 | 22 | -5   |
| 10   | Indian Telephone Industries SC | 22  | 22 | 4  | 10 | 8  | 15 | 19 | -4   |
| 11   | Air India Club P               | 21  | 22 | 5  | 6  | 11 | 25 | 32 | -7   |
| 12   | State Bank of Travancore       | 20  | 22 | 4  | 8  | 10 | 24 | 39 | -15  |

|  | Champion d'Inde 2000-2001                        |
|  | Relégation directe en deuxième division          |
|  | T: Tenant du titre P: Promu de deuxième division |

## Bilan de la saison
| Championnat d'Inde de football 2000-2001                        |                                    |
| Champion                                                        | Kingfisher East Bengal (1er titre) |
| Coupes et trophées                                              |                                    |
| Vainqueur de la Coupe d'Inde 2000-2001                          | Non disputée                       |
| Promotions et relégations                                       |                                    |
| Promus en Championnat d'Inde de football                        | Punjab Police                      |
| Promus en Championnat d'Inde de football                        | Hindustan Aeronautics Limited SC   |
| Relégués en Championnat d'Inde de football de deuxième division | Air India Club                     |
| Relégués en Championnat d'Inde de football de deuxième division | State Bank of Travancore           |